# Druga crnogorska liga (2006/2007)
Sezon 2006/07 Druga crnogorska liga – 1. edycja rozgrywek czarnogórskiej Drugiej ligi w piłce nożnej po opuszczeniu lig Serbii i Czarnogóry przez zespoły z niepodległej Czarnogóry (w wyniku przeprowadzonego 21 maja 2006 referendum niepodległościowego zadeklarowano zerwanie dotychczas istniejącej federacji Czarnogóry z Serbią (Serbia i Czarnogóra), w związku z tym po sezonie 2005/06 wszystkie czarnogórskie zespoły wystąpiły z lig Serbii i Czarnogóry).
Rozgrywki toczyły się w jednej grupie i występowało w nich 12 drużyn. Po zakończeniu sezonu mistrz awansował bezpośrednio do Prva ligi, a wicemistrz i 3. drużyna zagrają w barażu o awans z 10. i 11. drużyną Prva ligi. Dwie ostatnie drużyny spadły do Trećej ligi.

## Druga crnogorska liga

### Drużyny
W Drugiej crnogorskiej lidze w sezonie 2006/07 występowało 12 drużyn.
| Drużyna                                                          | Miasto    | Sezon 2005/06                           | Uwagi                                  |
| Drużyny, które występowały w Prvej crnogorskiej lidze 2005/06:   |           |                                         |                                        |
| FK Zora Spuž                                                     | Spuž      | 8. miejsce                              | przegrał baraże z FK Mladost Podgorica |
| FK Mornar Bar                                                    | Bar       | 9. miejsce                              |                                        |
| FK Bokelj Kotor                                                  | Kotor     | 10. miejsce                             |                                        |
| Drużyny, które występowały w Drugiej crnogorskiej lidze 2005/06: |           |                                         |                                        |
| FK Ibar Rožaje                                                   | Rožaje    | 3. miejsce                              |                                        |
| FK Crvena Stijena                                                | Podgorica | 4. miejsce                              |                                        |
| FK Bratstvo Cijevna                                              | Cijevna   | 5. miejsce                              |                                        |
| FK Čelik Nikšić                                                  | Nikšić    | 6. miejsce                              |                                        |
| FK Gusinje                                                       | Gusinje   | 7. miejsce                              |                                        |
| FK Lovćen                                                        | Cetinje   | 8. miejsce                              |                                        |
| FK Arsenal Tivat                                                 | Tivat     | 9. miejsce                              |                                        |
| Drużyny, które awansowały z Trećej crnogorskiej ligi 2005/06:    |           |                                         |                                        |
| FK Jezero Plav                                                   | Plav      | 1. miejsce Treća liga (Sjeverna regija) |                                        |
| FK Zabjelo Podgorica                                             | Podgorica | 1. miejsce Treća liga (Srednja regija)  |                                        |

### Tabela
| Poz. | Klub                 | M  | Pkt. | Mecze | Mecze | Mecze | Bramki | Bramki |
| Poz. | Klub                 | M  | Pkt. | zwy.  | rem.  | por.  | zdob.  | stra.  |
| ---- | -------------------- | -- | ---- | ----- | ----- | ----- | ------ | ------ |
| 1    | FK Lovćen            | 33 | 69   | 21    | 6     | 6     | 50     | 21     |
| 2    | FK Bokelj Kotor      | 33 | 66   | 20    | 6     | 7     | 57     | 24     |
| 3    | FK Ibar Rožaje       | 33 | 63   | 19    | 6     | 8     | 42     | 25     |
| 4    | FK Zabjelo Podgorica | 33 | 50   | 14    | 8     | 11    | 50     | 40     |
| 5    | FK Arsenal Tivat     | 33 | 43   | 11    | 10    | 12    | 40     | 38     |
| 6    | FK Gusinje           | 33 | 40   | 10    | 10    | 13    | 32     | 43     |
| 7    | FK Bratstvo Cijevna  | 33 | 39   | 10    | 9     | 14    | 35     | 41     |
| 8    | FK Crvena Stijena    | 33 | 39   | 10    | 9     | 14    | 29     | 37     |
| 9    | FK Jezero Plav       | 33 | 38   | 11    | 5     | 17    | 27     | 42     |
| 10   | FK Čelik Nikšić      | 33 | 35 * | 10    | 6     | 17    | 31     | 47     |
| 11   | FK Mornar Bar        | 33 | 35   | 9     | 8     | 16    | 27     | 40     |
| 12   | FK Zora Spuž         | 33 | 31 * | 9     | 5     | 19    | 30     | 52     |

| Legenda:                                 |
| awans do Prva crnogorskiej ligi          |
| baraże o awans do Prva crnogorskiej ligi |
| spadek do Trećej crnogorskiej ligi       |

- FK Lovćen awansował do Prva ligi 2007/08.
- FK Bokelj Kotor wygrał swoje mecze barażowe i awansował do Prva ligi 2007/08.
- FK Ibar Rožaje przegrał swoje mecze barażowe i pozostał w Drugiej crnogorskiej lidze 2007/08.
- FK Zora Spuž i FK Mornar Bar spadły do Trećej crnogorskiej ligi 2007/08.

 * FK Čelik Nikšić i FK Zora Spuž zostały ukarane 1. punktem ujemnym.

## Baraż o awans do Prva ligi

### FK Dečić Tuzi-FK Ibar Rožaje
|         | Data           | Drużyna 1.     | Drużyna 2.     | Wynik |
| 1. mecz | 2 czerwca 2007 | FK Ibar Rožaje | FK Dečić Tuzi  | 2:2   |
| Rewanż  | 9 czerwca 2007 | FK Dečić Tuzi  | FK Ibar Rožaje | 1:0   |

- FK Dečić Tuzi wygrał mecze barażowe i pozostał w Prva lidze.
- FK Ibar Rožaje przegrał mecze barażowe i pozostał w Drugiej crnogorskiej lidze.

### FK Jedinstvo Bijelo Polje-FK Bokelj Kotor
|         | Data           | Drużyna 1.                | Drużyna 2.                | Wynik |
| 1. mecz | 2 czerwca 2007 | FK Jedinstvo Bijelo Polje | FK Bokelj Kotor           | 1:4   |
| Rewanż  | 9 czerwca 2007 | FK Bokelj Kotor           | FK Jedinstvo Bijelo Polje | 0:1   |

- FK Jedinstvo Bijelo Polje przegrał mecze barażowe i spadł do Drugiej crnogorskiej ligi.
- FK Bokelj Kotor wygrał mecze barażowe i awansował do Prva ligi.